# 乔恩·兰多 (音乐评论家)
乔恩·兰多（英語：Jon Landau，1947年—）是一位美国的音乐评论家、管理者和制作人，因与布魯斯·斯普林斯汀的合作而著名。现任摇滚名人堂提名委员会的主席。